# Kolana ergina
Kolana ergina is een vlinder uit de familie van de Lycaenidae. De wetenschappelijke naam van de soort werd als Thecla ergina in 1867 gepubliceerd door William Chapman Hewitson.

## Synoniemen
- Thecla voltinia Hewitson, 1869
- Thecla ela Hewitson, 1874